# Jamel Ait-Ben-Idir
Jamel Aït Ben Idir (Mont-Saint-Aignan, Francia, 10 de enero de 1984), futbolista francés, de origen marroquí. Juega de volante y su actual equipo es el Wydad de Casablanca en la Botola de Marruecos. 

## Clubes
| Club             | País      | Año       |
| ---------------- | --------- | --------- |
| Le Havre AC      | Francia   | 2001-2010 |
| Arles-Avignon    | Francia   | 2010-2012 |
| Sedan            | Francia   | 2012-2013 |
| Auxerre          | Francia   | 2013-2015 |
| Wydad Casablanca | Marruecos | 2015-     |

## Palmarés

### Campeonatos nacionales
| Título  | Club        | País    | Año  |
| ------- | ----------- | ------- | ---- |
| Ligue 2 | Le Havre AC | Francia | 1998 |